# A Lot
A Lot è una singolo del rapper britannico 21 Savage, pubblicato l'8 gennaio 2019 come primo e unico estratto dal suo secondo album in studio I Am > I Was.
Il brano vede la partecipazione non accreditata del rapper statunitense J. Cole, che però è presente solo nelle versioni in streaming e in digitale dell'album.

## Descrizione
Prodotta da DJ Dahi e J White e scritta dallo stesso 21 Savage insieme a Jermaine Cole, Dacoury Natche, Anthony White, Shelia Young, A Lot utilizza un campionamento del brano I Love You dei East of Underground, che a sua volta è stato campionato da I Love You for All Seasons di The Fuzz.
Nell'aprire l'introspettiva del suo secondo album in studio, 21 Savage rappa sull'avere avuto "molte" (a lot) benedizioni e maledizioni nella sua vita. Riflette sul suo stile di vita tumultuoso e pericoloso e sul dolore e la perdita che ha sofferto. 21 invita quindi il rapper J. Cole ad assisterlo nella canzone. Nella sua strofa, Cole riflette sulla sua carriera, commentando lo stato dell'industria musicale attuale e offre consigli agli atleti e ad altri artisti.
Il brano nel 2020 ha vinto il premio alla Miglior canzone rap in occasione della 62ª edizione dei Grammy Awards.

## Tracce
Testi di Shayaa Joseph, Jermaine Cole, Dacoury Natche, Anthony White, Shelia Young, musiche di DJ Dahi, J White.
1. A Lot – 4:48

## Classifiche

### Classifiche settimanali
| Classifica (2018-2019)    | Posizione massima |
| ------------------------- | ----------------- |
| Australia                 | 61                |
| Belgio (Fiandre)          | 15                |
| Belgio (Vallonia)         | 16                |
| Canada                    | 21                |
| Irlanda                   | 25                |
| Lituania                  | 8                 |
| Nuova Zelanda             | 26                |
| Portogallo                | 38                |
| Regno Unito               | 29                |
| Repubblica Ceca           | 50                |
| Slovacchia                | 41                |
| Svezia                    | 86                |
| Svizzera                  | 79                |
| Stati Uniti               | 12                |
| Stati Uniti (R&B/Hip-Hop) | 5                 |
| Stati Uniti (Rhythmic)    | 1                 |
| Ungheria                  | 37                |

### Classifiche di fine anno
| Classifica (2019)         | Posizione |
| ------------------------- | --------- |
| Canada                    | 84        |
| Portogallo                | 196       |
| Stati Uniti               | 42        |
| Stati Uniti (R&B/Hip-Hop) | 19        |
| Stati Uniti (Rhythmic)    | 19        |